# 트로이 목마
트로이 목마(Troy 木馬, 그리스어: Δούρειος Ίππος, 영어: Trojan Horse)는 트로이아 신화에서 나오는 트로이 전쟁의 장치이다. 나무로 이루어져 있고 사람이 그 안에 숨을 수 있다. 오늘날에는 일부 컴퓨터 바이러스 프로그램을 가리키기도 한다.
트로이 목마는 트로이 전쟁 당시 그리스인들이 트로이성에 입성해 전쟁에서 승리할 때 사용했다고 전해지는 목마이다. 트로이 목마는 호머의 일리아드에는 언급되지 않고, 시는 전쟁이 끝나기 전에 끝나며, 오디세이에는 간략하게만 언급된다. 그러나 버질(Virgil)의 아이네이드(Aeneid)에서 그리스인들은 10년간의 성과 없는 포위 공격 끝에 오디세우스의 요청으로 거대한 목마를 만들고 오디세우스 자신을 포함한 엄선된 병력을 내부에 숨겼다. 그리스인들은 항해를 떠나는 척했고, 트로이인들은 승리의 트로피로 목마를 그들의 도시로 끌어들였다. 그날 밤, 그리스군은 말에서 기어나와 어둠을 틈타 항해하던 나머지 그리스군을 위해 문을 열었다. 그리스인들이 도시에 침입하여 파괴하고 전쟁이 끝났다.
은유적으로, "트로이 목마"는 표적이 안전하게 보호된 요새나 장소로 적을 초대하게 만드는 모든 속임수나 책략을 의미하게 되었다. 사용자를 속여 의도적으로 실행하도록 하는 악성 컴퓨터 프로그램을 트로이 목마라고도 한다.
이 이야기의 현존하는 주요 고대 자료는 아우구스투스 시대의 라틴 서사시인 베르길리우스의 아이네이드(Aeneid of Virgil)이다.

## 사진

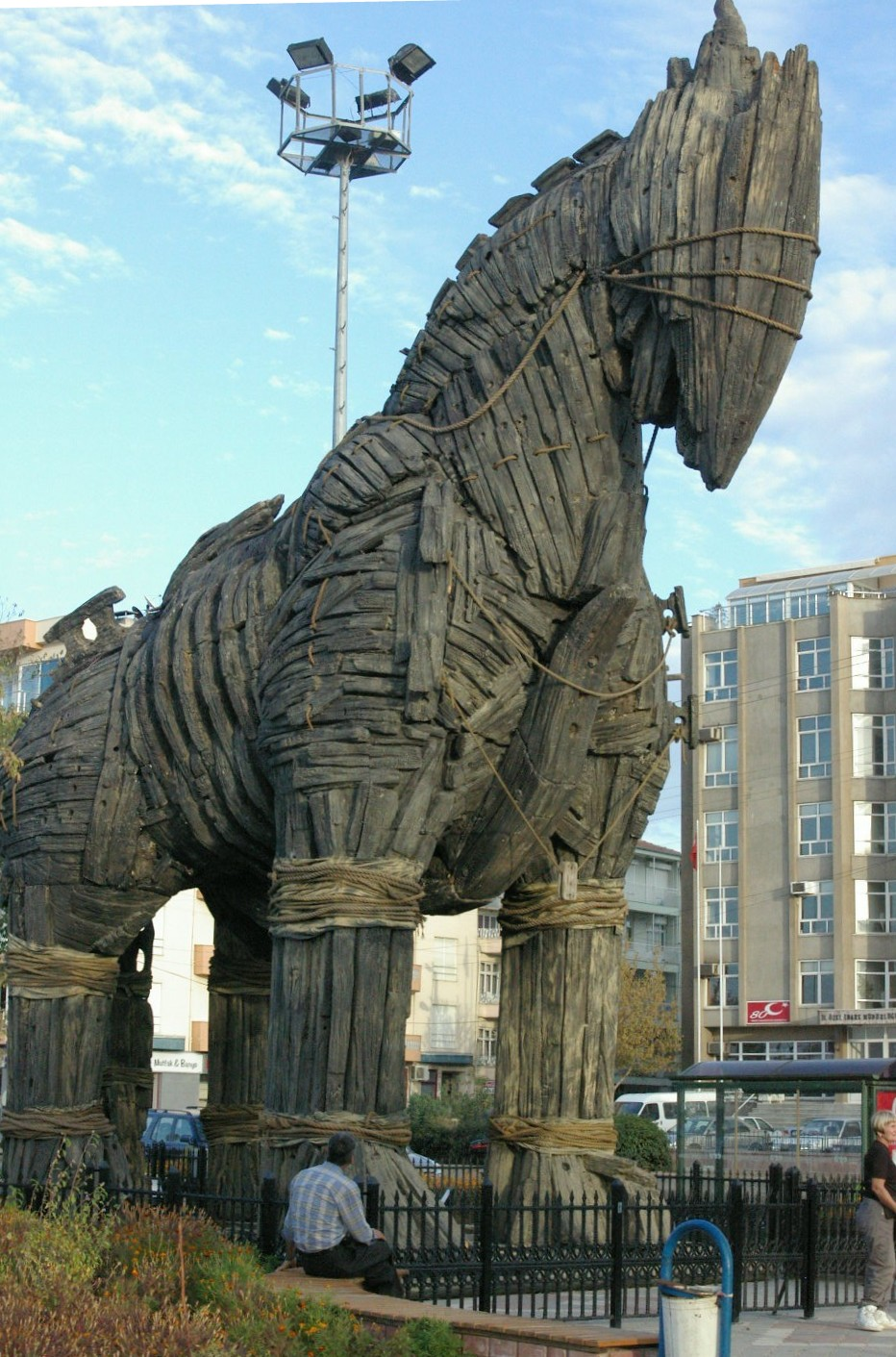
트로이 목마 영화에서 나오는 트로이 목마
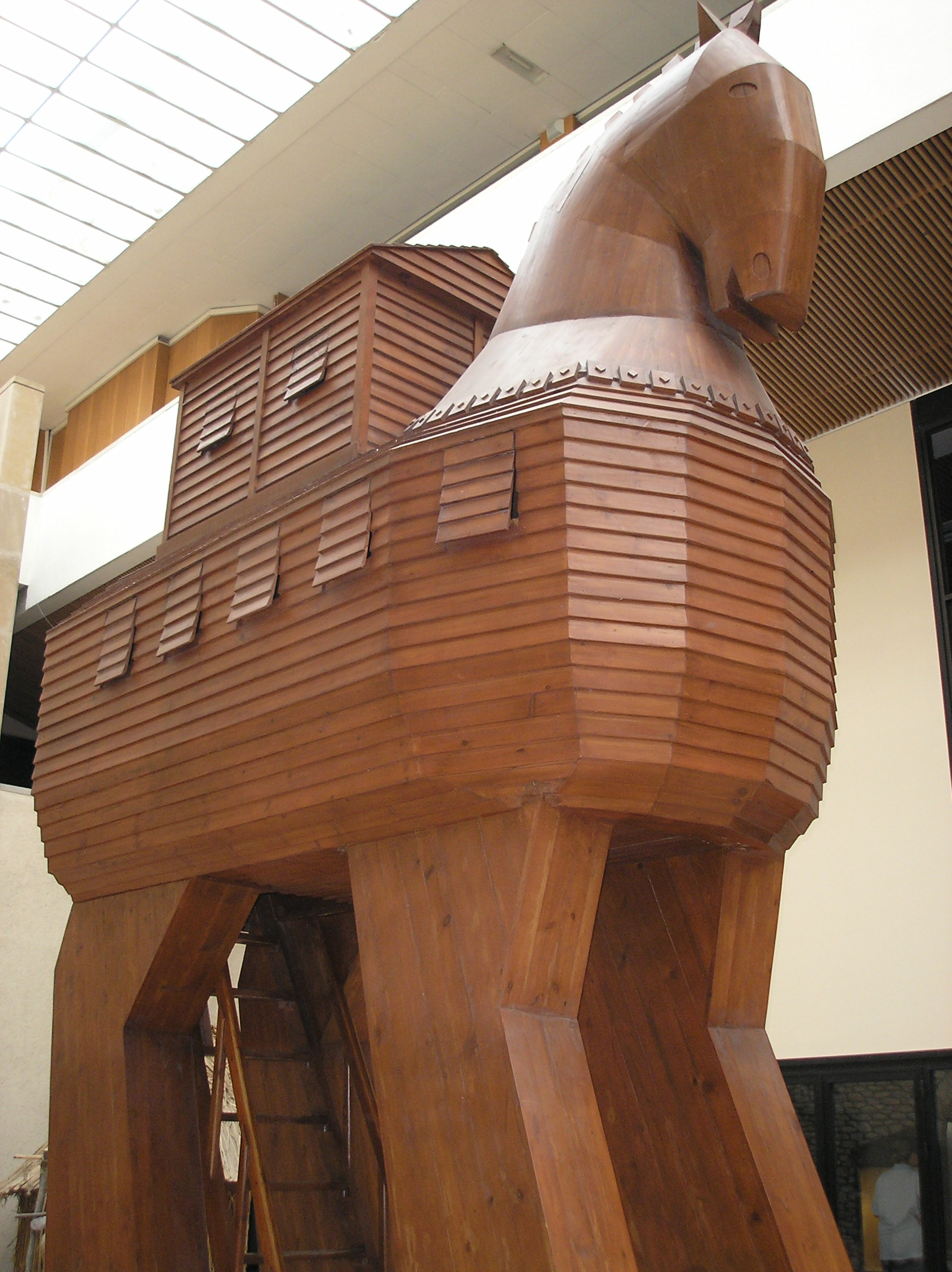
이스탄불 박물관의 트로이 목마